# NGC 7769
NGC 7769 je galaxie v souhvězdí Pegas. Její zdánlivá jasnost je 12,0m a úhlová velikost 3,2′ × 2,7′. Je vzdálená 195 milionů světelných let, průměr má 105 000 světelných let. Spolu s NGC 7770 a NGC 7771 je galaxie součástí trojice interagujících galaxií Holm 820. Galaxii objevil 18. září 1784 William Herschel.

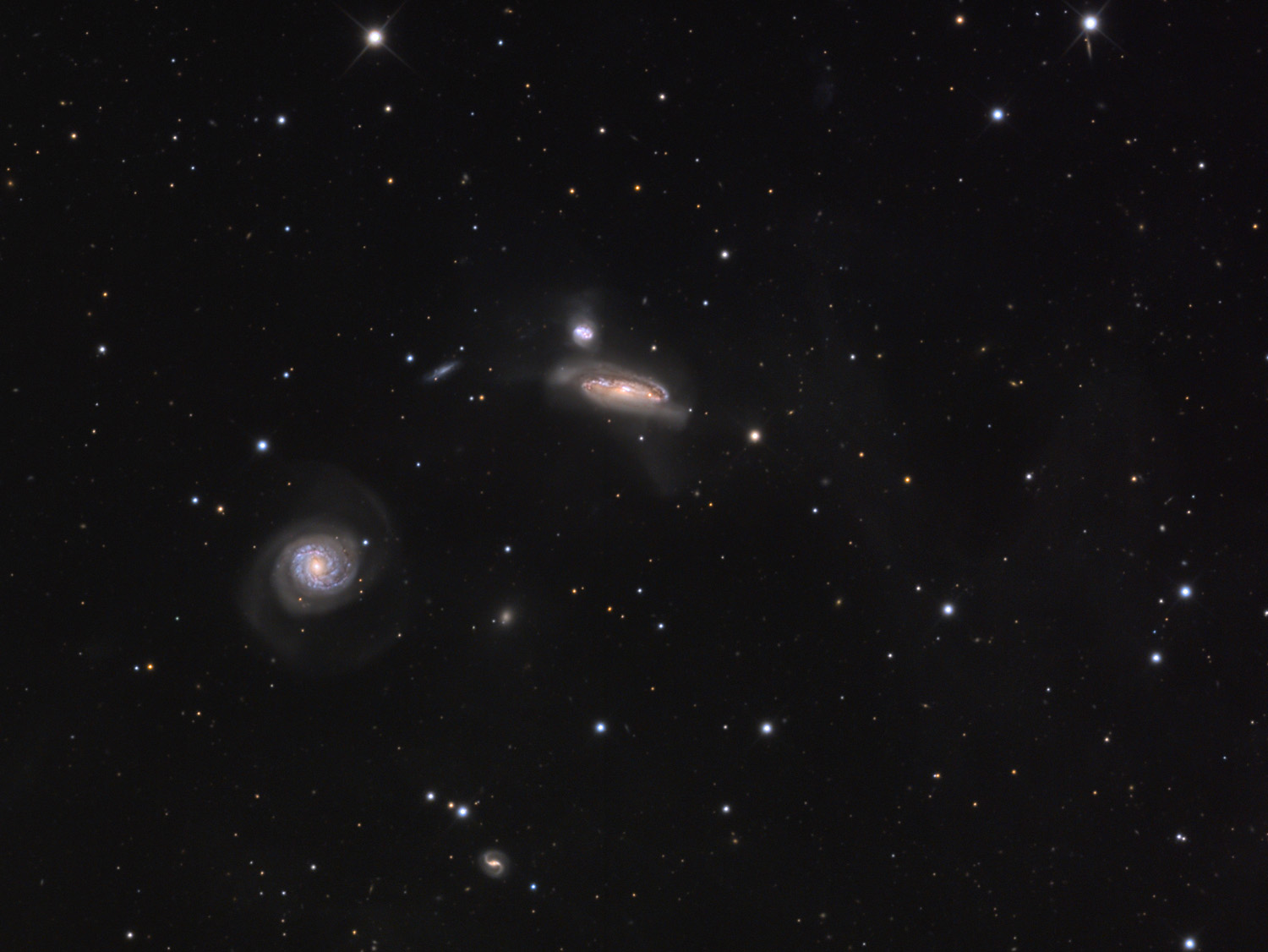
NGC 7769 s NGC 7770 a NGC 7771